# Chim Sẻ Đi Nắng
Nguyễn Đức Bình (sinh ngày 1 tháng 6 năm 1996 tại Tân Lập, Đan Phượng, Hà Nội), được biết đến với biệt danh Chim Sẻ Đi Nắng, là một người chơi trò chơi Age of Empires (AOE hay Đế chế) chuyên nghiệp tại Việt Nam. Anh tốt nghiệp Trường Đại học Mỏ – Địa chất khoa Công nghệ thông tin. Chim Sẻ Đi Nắng được đánh giá là game thủ Đế chế xuất sắc nhất Việt Nam.

## Cuộc đời và sự nghiệp
- Chim Sẻ Đi Nắng bắt đầu chơi AOE từ cấp hai, khoảng lớp 7, lớp 8[1].
- Năm 2014, Nguyễn Đức Bình đi thi Đại học đạt kết quả môn Toán: 6,75; môn Lý: 6,5; môn Hóa: 6, trượt nguyện vọng 1 là Học viện tài chính.[2][3] Sau đó anh theo học khoa Công nghệ thông tin trường Đại học Mỏ địa chất[1][4] và đã tốt nghiệp[5].
- Năm 2019, Chim Sẻ Đi Nắng rời bỏ GameTV là công ty anh đã gắn bó 10 năm, tách ra lập clan riêng có tên Sparta[6]. Cũng trong năm ấy, anh là streamer đứng ở vị trí số 1 thế giới trên nền tảng Facebook Gaming theo thống kê của IDGConsulting (tháng 10 năm 2019, Chim Sẻ Đi Nắng lập kỷ lục có 126.086 người theo dõi đồng thời livestream). Anh đã có tổng cộng 20,6 triệu giờ xem stream (tính đến năm 2019).[7]

## Đời tư
Ngày 16 tháng 11 năm 2020, Chim Sẻ Đi Nắng kết hôn với Phùng Mỹ Hằng. Cô sinh năm 1991, là một nhà báo làm việc tại Hà Nội.